# Врањске чесме
Врањске чесме и бунари били су најпосећенија места у граду вековима. Ту су се рађале љубави, цветала пријатељства, ширили „аброви“. Ништа се није десило ако о томе није причано док се точила вода на чесми или вадила из бунара. У Врању су ова места толико присутна у свакодневном животу да су у песми опевана и тако забележена за сва времена.

## Средњи век
Још у средњем веку, у време владавине Турака, у Врању је био изграђен примитиван водовод који је воду добијао из Врањске и Собинске реке. Вода није ни на који начин пречишћавана, већ је преко примитивних цевовода од земљаних грнчарских чункова, спроведена до чесама у граду. 
Поред ових „градских чесама“ у вароши је било више приватних, уличних, махалских чесама. Оне су биле на раскрсницама и прометним местима. Скоро је у свакој улици била по једна чесма. Некад и две, једна на почетку друга на крају улице. Риста Симоновић напомиње да је у Врању између два рата на раскрсницама и прометним местима било преко 60. чесама, 32. јавне и 30. приватних, које су добијале воду из резервоара Таске Чесмеџије у Собини. Неке од јавних чесама добијале су воду из Врањске (Градске) реке испод Марковог калета, а неке са извора код Топлика. 

## Шарена чешма
Једна од најпознатијих и у песми опевана „Џанум, насред села, Шарена чешма“, Шарена чешма, налазила се у центру града, код данашње Електродистрибуције. Чесма је била висока два метра и све четири стране биле су обојене црно - белом бојом, слично шаховској табли, због распознавања ноћу, јер Врање пре 1915. године није имало електрично светло. На врху чесме био је постављен фењер с лампом која је горела целе ноћи и осветљавала околину. Шарена чешма подигнута је после ослобођења Врања, 19. јануара 1878. године воду је добијала из Собинске реке. Иако обична као и свака друга чесма она је опевана у песмама које су певали многи нараштаји Врањанаца, па је наставила да траје и у делима великог уметника Боре Станковића („Коштана“, „Певци“).

### За време Првог светског рата
Шарена чешма добила је нов изглед, а за време Другог светског рата померена је до радње Симе терзије на северу. Августа 1960. године био је порушен читав овај блок ради изградње нових радњи и станова, па је срушена и ова чесма. У последњој деценији 20. века овде је подигнута нова чесма која се снабдева водом из градског водовода.

## Бела чешма
Ништа мање позната није ни такозвана, бела чешма које више нема а која је ушла у литературу кроз дело Бора Станковић „Стојанке, бела Врањанке“. Поред ове чесме одиграо се догађај између Шаћир - бега и лепе Врањанке. Чесма је била на углу улице Народног хероја и Филипа Вишњића и воду је добијала из Собинске реке. 

## Ђеренка
Ђеренка је једина чесма из турског периода. Чесма се налази у Горњој чаршији, у Синђелићевој улици. Легенда каже да су чесму подигли Турци у спомен свом омиљеном јунаку Ђерђелзу, који се несрећно заљубио у лепу црнокосу Српкињу. Љубав му није била узвраћена. Он је отишао из Врања, а његови пријатељи саградили су од отесана камена и врућег креча чесму на месту дубоког кладенца одакле је лепа девојка свакога дана вадила воду помоћу ђерма. Чесма је имала два чепа: један за Ђеру, други за лепу хришћанку. Извор ове чесме спустио се ниже, због чега је тридесетак метара јужније 1946. године направљена нова чесма која добија воду из истог извора, па је називају нова Ђеренка. И данас ЂЕРЕНКА постоји, али без воде.

## Градска чешма
Градска чешма налазила се поред Споменик ослободиоцима Врања од Турака - „Чика Митке“ у непосредној близини цркве Св. Тројице и борова којих више нема. Око 1910. године чесма је померена крај зграде некадашње Штампарије. Данас ова чесма, као и већина осталих, не постоји. 

## Мачкина чесма
Још увек постоји Мачкина чесма (Међу Табана и Панађуришта), у долини Градске реке, у Немањиној улици испод Бујковског моста, по којој се цео овај део града назива именом чесме. За чесму је везана легенда која каже да је чесму подигао Турчин не би ли окајао грехе за смрт каурке Димане, несрећне Српкиње којој су Турци убили сва три сина. Муж Ташко замеривши се са Турцима морао је да пребегне у Србију. Остала је Димана сама са својом мачком да чека судњи дан. У великој тузи једнога дана извукла је ниску златника, коју је добила од свекра и наменила је снахи, жени сина првенца. Како тај дан није дочекала, ниску златника је ставила мачки око врата. Мачку је због златника убио Турчин, господар Табана, а Димана је пресвисла од туге. „Велики се немир усели у Турчинову душу. Како језиво светлуцају крупни златници! Да ли је он крив за смрт старе каурке, која му је, у црнини, личила на чавку? И у бесаној ноћи родила се мисао: саградиће чесму. И ускоро на педесетак метара од камена моста који повезује Панађуриште и Табане почела је градња. Радници довезоше камен чак из Стубла. Степениште за прилаз чесми саградише у облику коњске потковице. На оба крака „потковице“ уградише по један камени стуб с фењером на врху. Њих је сваке вечери палио стари Мехо, касапин и кожар. И доњи део град поче да захвата свежу и питку воду са Мачкине чесме“.....записао је проф. Момчило Златановић.

## Тасиног млина
Чесме код Тасиног млина такође више нема, али је остала у памћењу по томе што је једина у Врању имала две цеви. Из једне је текла изворска вода, која се употребљавала за пиће, а из друге вода из Собинске реке, која се користила за прање и поливање. 

## Топлика
Још увек постоје, али у новом руху чесма код Топлика, чесма у некада омиљеном излетишту Ћошка, као и она изнад Горње чаршије подно Пржара. У Градском парку је 2003. године саграђена чесма која воду добија из градског водовода.